# Kabinet-Andreotti II
Het kabinet–Andreotti II was de Italiaanse regering van 26 juni 1972 tot 7 juli 1973. Het kabinet werd gevormd door de politieke partijen Democrazia Cristiana (DC), de Sociaaldemocratische Partij van Italië (PSDI) en de Liberale Partij van Italië (PLI) met gedoogsteun van de Republikeinse Partij van Italië (PRI) na de parlementsverkiezingen van 1972 met Giulio Andreotti van de Democrazia Cristiana wederom als premier. Het kabinet viel op 12 juni 1973 na dat de PRI haar steun aan het kabinet introk.

## Kabinet–Andreotti II (1972–1973)
| Ambtsbekleder             | Ambtsbekleder                | Ambtsbekleder                            | Functie                                  | Ambtstermijn     | Ambtstermijn     | Partij |
| ------------------------- | ---------------------------- | ---------------------------------------- | ---------------------------------------- | ---------------- | ---------------- | ------ |
|                           | Giulio Andreotti             | Giulio Andreotti (1919–2013)             | Premier                                  | 18 februari 1972 | 7 juli 1973      | DC     |
|                           | Franco Evangelisti           | Franco Evangelisti (1923–1993)           | Secretaris- generaal                     | 18 februari 1972 | 7 juli 1973      | DC     |
|                           | Mariano Rumor                | Mariano Rumor (1915–1990)                | Minister van Binnenlandse Zaken          | 18 februari 1972 | 7 juli 1973      | DC     |
|                           | Giuseppe Medici              | Giuseppe Medici (1907–2000)              | Minister van Buitenlandse Zaken          | 26 juni 1972     | 7 juli 1973      | DC     |
|                           | Athos Valsecchi              | Athos Valsecchi (1919–1985)              | Minister van Financiën                   | 26 juni 1972     | 7 juli 1973      | DC     |
|                           | Giovanni Malagodi            | Giovanni Malagodi (1904–1994)            | Minister van de Schatkist                | 26 juni 1972     | 7 juli 1973      | PLI    |
|                           | Paolo Emilio Taviani         | Paolo Emilio Taviani (1912–2001)         | Minister van het Budget                  | 18 februari 1972 | 7 juli 1973      | DC     |
| Minister voor Zuid-Italië | Paolo Emilio Taviani         | Paolo Emilio Taviani (1912–2001)         | 26 juni 1972                             |                  | 7 juli 1973      | DC     |
|                           | Guido Gonella                | Guido Gonella (1905–1982)                | Minister van Justitie                    | 18 februari 1972 | 7 juli 1973      | DC     |
|                           | Mauro Ferri                  | Mauro Ferri (1920–2015)                  | Minister van Economische Zaken           | 26 juni 1972     | 7 juli 1973      | PSDI   |
|                           | Mario Tanassi                | Mario Tanassi (1910–2007)                | Minister van Defensie                    | 26 juni 1972     | 14 maart 1974    | PSDI   |
|                           | Remo Gaspari                 | Remo Gaspari (1921–2011)                 | Minister van Volksgezondheid             | 26 juni 1972     | 7 juli 1973      | DC     |
|                           | Dionigi Coppo                | Dionigi Coppo (1921–2003)                | Minister van Arbeid en Sociale Zaken     | 26 juni 1972     | 7 juli 1973      | DC     |
|                           | Oscar Luigi Scalfaro         | Oscar Luigi Scalfaro (1918–2012)         | Minister van Onderwijs                   | 26 juni 1972     | 7 juli 1973      | DC     |
|                           | Aldo Bozzi                   | Aldo Bozzi (1909–1987)                   | Minister van Transport                   | 26 juni 1972     | 7 juli 1973      | PLI    |
|                           | Antonino Gullotti            | Antonino Gullotti (1922–1989)            | Minister van Infrastructuur              | 26 juni 1972     | 7 juli 1973      | DC     |
|                           | Lorenzo Natali               | Lorenzo Natali (1922–1989)               | Minister van Landbouw                    | 27 maart 1970    | 7 juli 1973      | DC     |
|                           | Giovanni Gioia               | Giovanni Gioia (1925–1981)               | Minister van Communicatie                | 26 juni 1972     | 7 juli 1973      | DC     |
|                           | Vittorio Badini Confalonieri | Vittorio Badini Confalonieri (1914–1993) | Minister van Toerisme                    | 26 juni 1972     | 7 juli 1973      | PLI    |
|                           | Giorgio Bergamasco           | Giorgio Bergamasco (1904–1990)           | Minister voor Parlementaire Betrekkingen | 26 juni 1972     | 7 juli 1973      | PLI    |
|                           | Silvio Gava                  | Silvio Gava (1901–1999)                  | Minister voor Publieke Diensten          | 26 juni 1972     | 14 maart 1974    | DC     |
|                           | Gianmatteo Matteotti         | Gianmatteo Matteotti (1921–2000)         | Minister voor Buitenlandse Handel        | 26 juni 1972     | 24 november 1974 | PSDI   |
|                           | Fiorentino Sullo             | Fiorentino Sullo (1921–2000)             | Minister voor Regionale Zaken            | 26 juni 1972     | 7 juli 1973      | DC     |
|                           | Giuseppe Lupis               | Giuseppe Lupis (1896–1979)               | Minister voor de Koopvaardij             | 26 juni 1972     | 7 juli 1973      | PSDI   |
|                           | Mario Ferrari Aggradi        | Mario Ferrari Aggradi (1916–1997)        | Minister voor Staats- deelnemingen       | 26 juni 1972     | 7 juli 1973      | DC     |
|                           | Pier Luigi Romita            | Pier Luigi Romita (1924–2003)            | Minister voor Wetenschaps- beleid        | 26 juni 1972     | 7 juli 1973      | PSDI   |
|                           | Italo Giulio Caiati          | Italo Giulio Caiati (1916–1993)          | Minister voor Jeugdbeleid                | 26 juni 1972     | 7 juli 1973      | DC     |
|                           | Emilio Colombo               | Emilio Colombo (1920–2013)               | Minister zonder portefeuille             | 26 juni 1972     | 7 juli 1973      | DC     |

De Gasperi II · De Gasperi III · De Gasperi IV · De Gasperi V · De Gasperi VI · De Gasperi VII · De Gasperi VIII · Pella · Fanfani I · Scelba · Segni I · Zoli · Fanfani II · Segni II · Tambroni · Fanfani III · Fanfani IV · Leone I · Moro I · Moro II · Moro III · Leone II · Rumor I · Rumor II · Rumor III · Colombo · Andreotti I · Andreotti II · Rumor IV · Rumor V · Moro IV · Moro V · Andreotti III · Andreotti IV · Andreotti V · Cossiga I · Cossiga II · Forlani · Spadolini I · Spadolini II · Fanfani V · Craxi I · Craxi II · Fanfani VI · Goria · De Mita · Andreotti VI · Andreotti VII · Amato I · Ciampi · Berlusconi I · Dini · Prodi I · D'Alema I · D'Alema II · Amato II · Berlusconi II · Berlusconi III · Prodi II · Berlusconi IV · Monti · Letta · Renzi · Gentiloni · Conte I · Conte II · Draghi · Meloni